# La Paz (Tarlac)
La Paz (Bayan ng La Paz - Municipality of La Paz) es un municipio filipino de tercera categoría, situado en la parte central de la isla de Luzón. Forma parte del Tercer Distrito Electoral de la provincia de Tarlac situada en la Región Administrativa de Luzón Central, también denominada Región III.

## Geografía
La Paz se encuentra en la parte sureste de la provincia, a unos 145 kilómetros  de Metro Manila, a 20 kilómetros  de la capital provincial Tarlac y 78 kilómetros  del centro regional San Fernando.
Su término linda al norte con el de Victoria; al sur con el de Concepción; al este con la provincia de Nueva Écija, municipios de Licab, Zaragoza y San Antonio; y al oeste con la ciudad de Tarlac.

"...PAZ: SIT. en los 124° 19 '30" long. 15° 29' lat. á la orilla del río Garlit, terr. llano y clima templado...."

"...Confina el térm. por N. con el de Tarlag á 3 ½ leg.; por S con el de Magatán
á 3  ½ id., y por E. con la prov. de Nueva Ecija..."

"...El terr. en general es llano, y lo riegan varios afluentes del río chico de la Pampanga que corre al E. del pueblo
Manuel Buzeta y Felipe Bravo 

### Barangays
El municipio  de La Paz  se divide, a los efectos administrativos, en 21 barangayes o barrios, conforme a la siguiente relación:
| - Balanoy - Bantog-Caricután - Caramután - Caut - Comillas | - Dumarais - Guevara - Kapanikián - La Purísima - Lara | - Laungcupang - Lomboy - Macalong - Matayumtayum - Mayang | - Motrico - Paludpud - Rizal - San Isidro (Población) - San Roque (Población) - Sierra |  |

### Demografía
A mediados del siglo XIX, año de 1845,  contaba con 3.735 almas, de las cuales 754 contribuían con  7.310 reales de plata.

## Historia

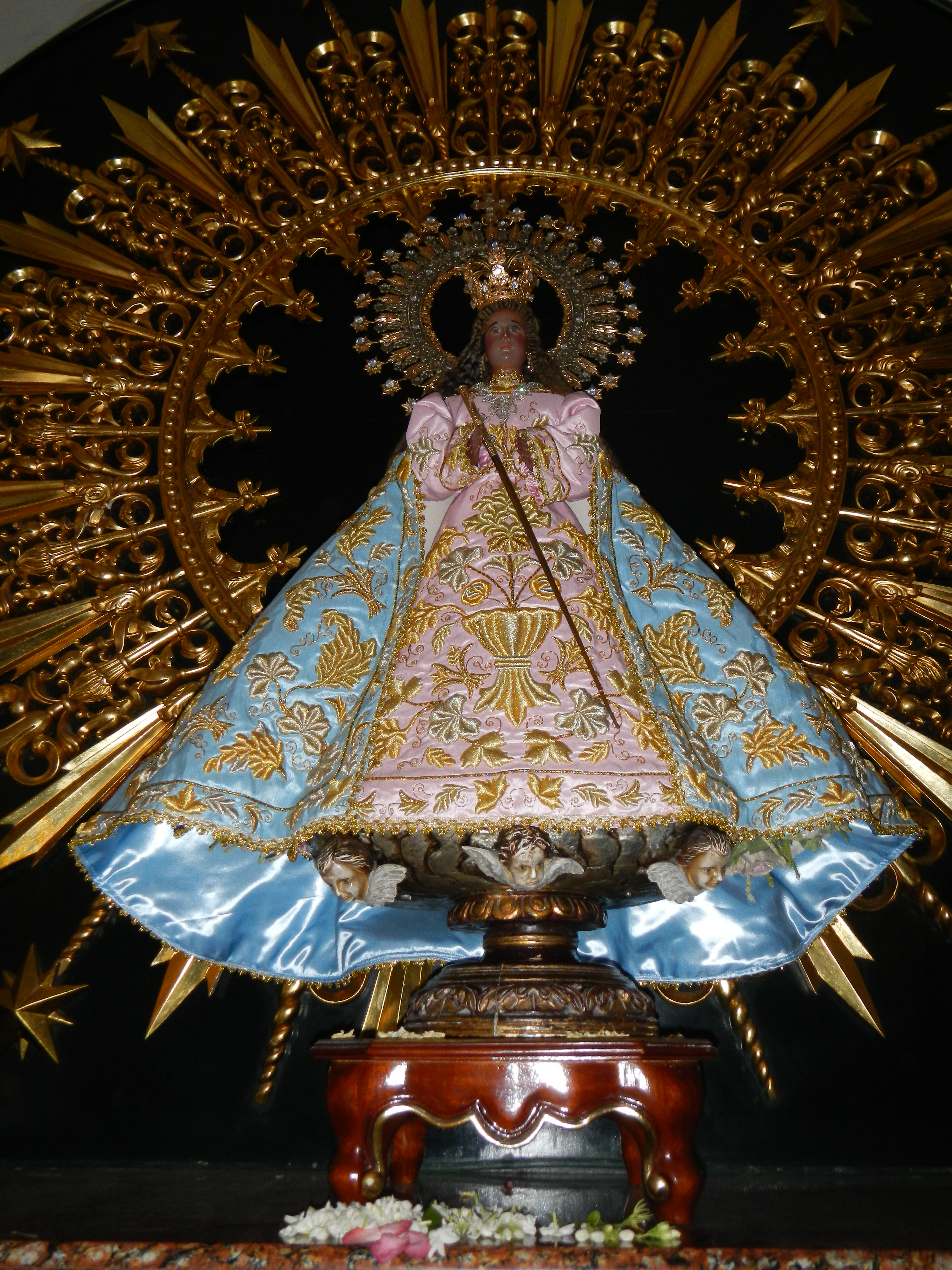
Nuestra Señora de la Paz y del Buen Viaje.

Cuenta  la leyenda que el río Chico, a causa de una tormenta,  inundó  cuando todos estaban dormiendo un poblado conocido como Cama Juan.
Los habitantes tuvieron que abandonar  el lugar para buscar un mejor emplazamiento. Desde entonces este paraje es conocido como Bayang Iniwuan.
A mediados del siglo XIX era un pueblo con cura y gobernadorcilio, en la provincia de la Pampanga, diócesis del Arzobispado de Manila. 

"...Tiene unas 622 casas con las de sus barrios ó anejos; hay una escuela de primeras letras con una asignación pagada de los fondos comunes, la casa parroquial que es la mejor del pueblo, y la de comunidad donde se hálla la cárcel..."

"...La iglesia es de mediana fábrica y está servida por un cura secular. Tiene este pueblo una calzada en buen estado, que conduce á su visita Garlit, por la que recibe el correo semanal de la cab. de la prov...."
Manuel Buzeta y Felipe Bravo .

El general Francisco Macabulos y el capitán Mariano Ignacio seleccionaron el lugar donde emplazar el nuevo asentamiento. En 1892 este lugar, dependiente de la ciudad de Tárlac fue rebautizado como La Paz, en honor a su santa patrona, Nuestra Señora de la Paz y del Buen Viaje.
La Paz fue la  primera sede del gobierno revolucionario de la provincia de Tarlac, siendo Francisco Makabulos  su primer gobernador provincial.